# Петер Беренс
Петер Беренс (на немски: Peter Behrens) е един от основоположниците на съвременната промишлена архитектура и дизайн и представител на Дюселдорфската художествена школа.
Петер Беренс е известен главно като архитект. Също така се изявява като художник, график и илюстратор на книги и разработчик на шрифтове, което го прави един от най-известните представители на модернизма.

## Биография
Роден в семейство на собственици на имение в Шлезвиг-Холщайн. През 1877 г. посещава гимназията в Алтона, която напуска през 1882 г. Следва рисуване в Академиите по изкуствата в Карсруе, Дюселдорф и Мюнхен. През 1892 г започва самостоятелна работа. За кратко се включва в движението „Мюнхенски сецесион“, което скоро напуска. Работи в областта на художествените занаяти като създава работи от порцелан и стъкло. По-късно е поканен в колонията на художниците в Дармщат (на немски: Darmstädter Künstlerkolonie), където започва да работи в областта на архитектурата. Като забележително произведение от това време създава „Къщата на Беренс“, която е определена като забележителна, въпреки че е един от първите продукти на неговото самообучение.
През 1903 г. Беренс става директор на Художествената промишлена школа в Дюселдорф, като заема тази длъжност до 1907 г. От 1907 г. е художествен ръководител на фирма AEG в Берлин. Тук той се изявява като създател на промишлен дизайн и промишлена архитектура. При него по това време работят Лудвиг Мис ван дер Рое и Валтер Гропиус. В архитектурата Петер Беренс отстоява принципите на функционализма и също така използването на съвремени материали като стъкло, бетон и стомана.
Беренс умира в хотел „Бристол“ в Берлин на 27 февруари 1940 г. търсейки там спасение от студа на своя разрушен от войната извънградски дом.

### Фамилия
Петер Беренс е женен за Лили Беренс, занимаваща се с текстилно изкуство. Техен син е изобрететателят и инженер Йозеф Беренс (1890-1947 г.) на немски: Josef Behrens, а дъщеря им е модната журналистка Петра Фидлер (1898-1993 г.) на немски: Petra Fiedler. Негов внук е Тил Беренс, архитект и дизайнер.

## Галерия
- Архитектура
- Къщата на Беренс в колонията на изкуството в Дармщат.(построена 1901 г.)
- Музикалната стая в къщата на Беренс с роял, произведен от фирма Шидмайер
- Монтажно хале за големи машини, Берлин-Гезундхайтсбрунен (1912)
- Монтажно хале за големи машини, Вътрешен изглед 2005 (1912)
- Фасадата на бившето немско посолство в Петербург.
- Петер Беренс: сградата на Манесман в Дюселдорф, оформена за главно управление на концерна Манесман (1911 – 1912)
- Централен склад на Gutehoffnungshütte в Оберхаузен (1921 – 1925)
- Проект за небостъргач за шлюза Gibraltardamm
- Континентал АГ в Хановер (днес Haus der Wirtschaftsförderung)
Изглед отпред (1912)
- Technisches Verwaltungsgebäude der Hoechst AG във Франкфурт-Hoechst (1925)
- Предприятие за далекосъобщителна техника на немски: VEB Werk für Fernmeldewesen (снимка 1958)
- Жилищна сграда на Bolivarallee 9 в Берлин
- Църква „Friedenskirche“ в Линц
- Тютюнева Фабрика в Линц

- Промишлен дизайн
- Пепелник
- Части от „Чаши с рубинени крачета“ от 1901 г.
- Дъгова лампа на територията на AEG в Берлин
- Peter Behrens: AEG-Лого (1907) на електролокомотив
- Петер Беренс:Електрически кани за чай и вода за AEG (1909)
- Модел в Три размера: 
1,25 l, 1,0 l und 0,75 l Fassungsvermögen
- Индустриален осветител за AEG. Продуктът е разглобяем за да се транспортира леко.
- Фабричен часовник от модулна производствена серия, Оформлението е съгласно корпоративния дизайн на AEG